# Let's Groove

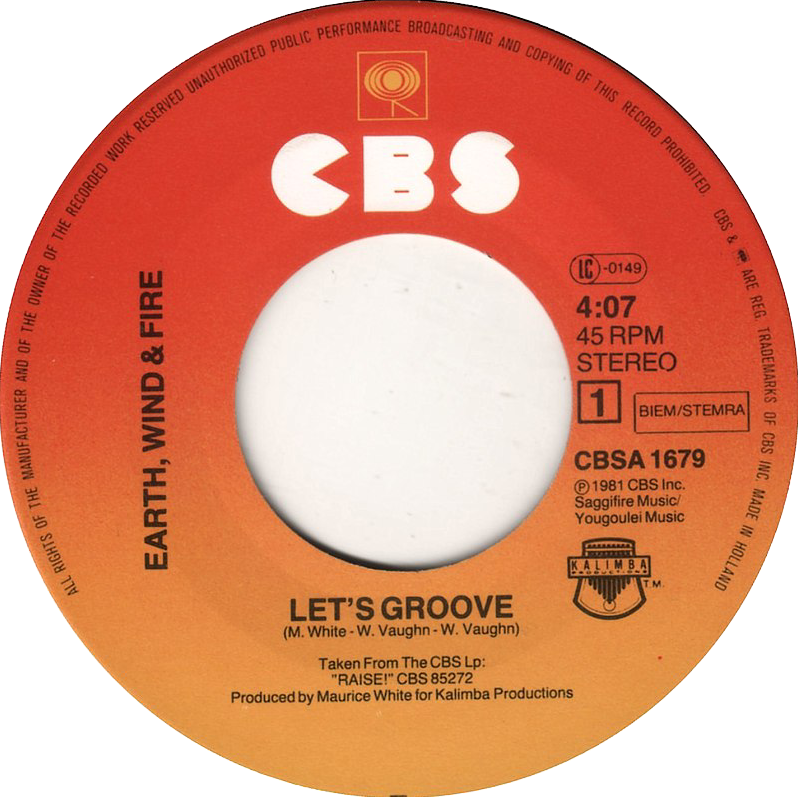

Let's Groove è un singolo del gruppo musicale statunitense Earth, Wind & Fire, pubblicato nel 1981 ed estratto dall'album Raise!.

## Tracce
- 7"

1. Let's Groove
2. Let's Groove (Instrumental)

## Cover
- Una cover del brano è stata pubblicata nel 1995 dal gruppo musicale australiano CDB. La canzone è uscita come singolo estratto dal loro primo album Glide with Me.
- Nel 2015 la canzone è stata pubblicata dai giudici di Asia's Got Talent, ovvero David Foster, Anggun, Melanie C e Vanness Wu; a scopo benefico per il terremoto in Nepal.